# Setri Nyomi
Setri Nyomi (* Mai 1954 in Ho) ist ein reformierter Theologe aus Ghana. Er war von 2010 bis August 2014 Generalsekretär der Weltgemeinschaft Reformierter Kirchen, nachdem er schon von 2000 bis 2010 als Generalsekretär des Reformierten Weltbundes gedient hatte. Sein Nachfolger wurde Chris Ferguson.
Nyomi machte 1981 seinen Master in Sacred Theology an der Divinity School der Yale University und seinen Ph.D. 1991 in Pastoral Theology am Princeton Theological Seminary, New Jersey.
Nach der Ordination in der Evangelical Presbyterian Church Ghana im August 1980 arbeitete Nyomi als Geistlicher und Dozent an verschiedenen Orten in Ghana und in den USA. Von 1994 bis 1999 arbeitete er als senior executive bei der All Africa Conference of Churches mit Sitz in Nairobi (Kenia). Nach Ende seiner Amtszeit bei der Weltgemeinschaft Reformierter Kirchen wurde er Pastor  der presbyterianischen Kirchengemeinde in Adenta in der Greater Accra Region.
Seit Januar 2024 ist er als Interims-Generalsekretär der Weltgemeinschaft Reformierter Kirchen tätig.